# Surāqa ibn Mirdās
Surāqa ibn Mirdās ibn Asmā' Chālid al-Bāriqī (arabisch سراقة بن مرداس بن أسماء بن خالد البارقي, DMG Surāqa b. Mirdās b. Asmāʾ b. Ḫālid al-Bāriqī; * im 7. Jahrhundert in Kufa; † 699)  war ein arabischer Dichter.

## Wirken
Suraqa al-Bariqi war Mitglied des Stammes Bariq von der arabischen Halbinsel. Seine Poesie dreht sich um die Lebensphilosophie und die Beschreibung von Schlachten.